# Crno Kamanje
Crno Kamanje is een plaats in de gemeente Generalski Stol in de Kroatische provincie Karlovac. De plaats telt 20 inwoners (2001).